# Mikołaj Kałuba
Mikołaj Kałuba (ur. 10 września 1908 w Białymstoku, zm. wiosną 1940 w Charkowie) – polski lekkoatleta, inżynier mechanik, podporucznik artylerii rezerwy Wojska Polskiego, ofiara zbrodni katyńskiej.

## Życiorys
Był synem Pawła i Eugenii. Ukończył Państwowe Gimnazjum im. Króla Zygmunta Augusta w Białymstoku w 1927, a następnie studia na Wydziale Mechanicznym Politechniki Warszawskiej w 1936 ze stopniem inżyniera mechanika. Ukończył również Szkołę Podchorążych Rezerwy Artylerii we Włodzimierzu Wołyńskim w 1934.
W latach 1928–1935 był lekkoatletą AZS Warszawa. Specjalizował się w pchnięciu kulą. Zdobył brązowy medal w tej konkurencji na zimowych mistrzostwach Polski w 1934, a także zajął dwukrotnie 6. miejsce w mistrzostwach Polski: w pchnięciu kulą w 1932 i w rzucie młotem w 1933. Jego rekord w pchnięciu kulą wynosił 13,62 m (ustanowiony 25 maja 1933 w Warszawie), a w rzucie dyskiem 40,89 m (ustanowiony 24 czerwca 1934 w Warszawie).
Służył w 2 dywizjonie artylerii przeciwlotniczej (1935) i w 1 pułku artylerii przeciwlotniczej (1937) jako dowódca plutonu. Pracował jako inżynier mechanik w Centralnym Okręgu Przemysłowym. Przydzielony w 1939 do 9 dywizjonu artylerii przeciwlotniczej w stopniu podporucznika rezerwy. W czasie kampanii wrześniowej w Ośrodku Zapasowym Artylerii nr 2 w Stalowej Woli.
Po agresji ZSRR na Polskę w nieznanych okolicznościach dostał się do niewoli sowieckiej. Przebywał w obozie w Starobielsku. Wiosną 1940 został zamordowany przez funkcjonariuszy NKWD w Charkowie i pogrzebany potajemnie w bezimiennej mogile zbiorowej w Piatichatkach, gdzie od 17 czerwca 2000 mieści się oficjalnie Cmentarz Ofiar Totalitaryzmu w Charkowie. Figuruje na Liście Starobielskiej NKWD pod poz. 1665.

5 października 2007 minister obrony narodowej Aleksander Szczygło mianował go pośmiertnie na stopień porucznika. Awans został ogłoszony 10 listopada 2007 w Warszawie, w trakcie uroczystości „Katyń Pamiętamy – Uczcijmy Pamięć Bohaterów”.